# Acanthagrion quadratum
Acanthagrion quadratum – gatunek ważki z rodziny łątkowatych (Coenagrionidae). Występuje  w  Ameryce Południowej.